# Гурбангелдиєв Миратгелди Ширгелдиєвич
Миратгелди Ширгелдиєвич Гурбангелдиєв (нар. 1 грудня 1992) — туркменський футболіст, центральний півзахисник футбольного клубу «Ашгабат».

## Клубна кар'єра
Миратгелди Гурбангелдиєв народився 1 грудня 1992 року в місті Гекдепе, адміністративному центрі Гекдепинського етрапа Ахалського велаята Туркменістану. З дитинства Миратгелди проявляв любов до футболу та неабиякі здібності у володінні м'ячем. У віці 6 років став вихованцем ДЮСШ міста Ашгабат, в якій тренувався й набирався майстерності наступні дев'ять років.
У 2009 році вирішив спробувати свої сили в українському чемпіонаті. Перебравшись до Києва, вступив на юридичний факультет Київського національного університету імені Тараса Шевченка. Перший сезон в українському футболі півзахисник провів у Київській обласній лізі, виступаючи за команду «Боярка». Уже наступного року Миратгелди в складі молодіжної команди (U-19, а потім — U-21) захищав кольори футбольного клубу «Арсенал» (Київ), який виступав на той час у чемпіонаті України, кубку України, а також у кваліфікаційних раундах Ліги Європи.
У 2012 році, після двох років у київському «Арсеналі», гравець перейшов у рідний чемпіонат, де в першому ж сезоні, у складі футбольного клубу «Мерв» з міста Мари став срібним призером Вищої футбольного дивізіону Туркменістану.
У 2013 році футболіст повернувся на один сезон в ФК «Дашогуз» (перейменований ФК «Туран» з міста Дашргуз), в складі якого в 2008 році відбувся його дебют на Вищому рівні туркменського футболу. У 2014 році Миратгелди закінчив Київський національний університет імені Тараса Шевченка. На той час він виступав за клуб «Шагадам» з міста Туркменбаші. За підсумками сезону команда виграла срібні медалі чемпіонату Туркменістану. У грудні 2014 року Гурбангелдиєв призваний на строкову службу в армію, де прослужив до середини 2016 року. У 2016 році, по ходу сезону приєднався до «Алтин Асира» з міста Ашгабат, з яким став чемпіоном Туркменістану і володарем Кубка Туркменістану. У 2017 році Миратгелди грав за «Балкан» (до 2010 року клуб називався «Небітчі») з міста Балканабад. У складі «Балкана» взяв участь в попередньому раунді Кубка АФК з бішкекським «Дордоем». Більшу частину зустрічі футболіст провів на лавці, замінивши в кінцівці Асиргелди Ільясова. Потім було повернення в «Шагадам» та «Мерв». У своїх колишніх командах футболіст провів по одному сезону. З 2019 року Миратгелди виступає в складі футбольного клубу «Ашгабат» з однойменного міста.

## Кар'єра в збірній
У 2007 році викликаний в юнацьку збірну Туркменістану (U-16) для виступу на Чемпіонаті Азії U-16, під егідою Азійської конфедерації футболу. У кваліфікаційній стадії чемпіонату півзахисник взяв участь в двох  матчах — зі збірними Узбекистану та Палестини. Команда Туркменістану забезпечила собі вихід у фінальну стадію турніру, в жовтні 2008 року, в Узбекистані. На футболіста звернули увагу у Вищій лізі Туркменістану. У 2008 році, футболіст дебютував у Вищій лізі Туркменістану в складі футбольного клубу «Туран» з міста Дашргуз. Восени 2008 року Миратгелди в складі збірної U-16 відправився в Узбекистан, для участі у фінальній стадії Чемпіонату Азії U-16 (2008 AFC U-16 Championship). У групових матчах фінальної стадії Миратгелди двічі вийшов на поле у футболці збірної — проти команд Австралії та Китаю. Команда зайняла останнє місце в групі і закінчила виступ на турнірі.
У червні 2012 років у складі збірної U-22, відправився в Оман для виступу в кваліфікації Чемпіонату Азії U-22 (2013 AFC U-22 Championship [Архівовано 16 лютого 2020 у Wayback Machine.]). Гурбангелдиєв відіграв по 90 хвилин в трьох матчах: зі збірними ОАЕ, Омана та Лівана. В останньому матчі на турнірі Миратгелди відзначився результативною передачею. Збірна Туркменістану не вийшла з групи.

## Досягнення
«Мерв»
- Йокарі-Ліга
  -  Срібний призер (1): 2012

«Шагадам»
- Йокарі-Ліга
  -  Бронзовий призер (1): 2014

«Алтин-Асир»
- Йокарі-Ліга
  -  Чемпіон (1): 2016
- Кубок Туркменістану
  -  Володар (1): 2016